# Người Tacho
Người Tacho là một dân tộc chủ yếu sống ở Nam Kordofan và các khu vực xung quanh biên giới giữa Sudan và Nam Sudan. Họ còn được biết đến với tên gọi Toicho. Đạo Hồi là tôn giáo chính của họ, khoảng 90% tổng dân số Tacho là người Hồi giáo.
Họ nói tiếng Tocho, thuộc nhóm ngôn ngữ Talodi, có nguồn gốc từ các ngôn ngữ Niger-Congo. Tuy nhiên họ cũng nói tiếng Ả Rập Sudan. Ngày nay dân số của họ có thể ít hơn 10.000 người.